# Howie Janotta
Howard Janotta, detto Howie (Hackensack, 19 ottobre 1924 – San Antonio, 22 novembre 2010), è stato un cestista statunitense, professionista nella NBA e nella ABL.